# Aşubcan Kadın
Aşubcan Kadın ( en turco otomano: آشوب جان قادین‎  ; " Espíritu de abeja reina "; c. 1793 - 10 de junio de 1870), también llamada y conocida como Aşubican Kadın, fue la segunda consorte del sultán Mahmud II del Imperio Otomano.

## Vida
Hija de un delegado búlgaro y nacida en 1793, Aşubcan, también llamada Aşubican, entró en el harén de Mahmud II en 1808 y en 1810, después de su matrimonio recibió el título de "Quinto Kadin". El 5 de julio de 1809 dio a luz a su primera hija, Ayşe Sultan, que lamentablemente murió en febrero de 1810. El 16 de junio de 1811 dio a luz a su segunda hija, Saliha Sultan, en el Palacio de Topkapi. La ceremonia de nacimiento tradicional se organizó en el harén imperial, al que asistieron la madre, las esposas y las hermanas de Mahmud. En esta ocasión, la Valide Sultan,  Nakşidil Sultan, madre de Mahmut, como acto generoso obsequio regalos a Aşubcan. Un año después le siguió el nacimiento de su tercera hija, Şah Sultan, nacida el 22 de mayo de 1812, que murió a la edad de dos años en septiembre de 1814.
Luego fue elevada al título de "Cuarto Kadin", y luego al título de "Tercer Kadin" y al final "Segundo Kadin". En 1834, su hija se casó con Damat Gürcü Halil Rifat Pasha y se fue a vivir al palacio de Fındıklı.
Después de la muerte de Mahmud en 1839, su hijo Sultan Abdulmejid I, hijo de Bezmiâlem Kadın, ascendió al trono. Aşubcan se mudó a vivir al palacio frente al mar de Beşiktaş, y más tarde a los palacios de Çamlıca, y Maçka. En 1843 también murió su única hija sobreviviente. En 1861, tras la muerte de Abdulmejid, su medio hermano Sultan Abdulaziz, hijo de Pertevniyal Kadin, ascendió al trono. Aşubcan a menudo escribía cartas a sus dos hijastros e incluso los visitaba en su palacio.

## Muerte
Aşubcan Kadın murió el 10 de junio de 1870, a una edad de 76 a 77 años y fue enterrada en el mausoleo de su esposo ubicado en la calle Divanyolu.

## Descendencia
Como consorte de Mahmut II, Aşubcan tuvo al menos tres hijas:
- Ayşe Sultan (5 de julio de 1809 - febrero de 1810). Enterrado en la mezquita Nurosmaniye.
- Saliha Sultan ( Palacio de Topkapı, 16 de junio de 1811 - Estambul, Turquía, 5 de febrero de 1843, enterrado en el Mausoleo del Sultán Mahmud II, Divanyolu, Estambul).
- Şah Sultan (22 de mayo de 1812 - septiembre de 1814, enterrado en la mezquita Nuruosmaniye, Fatih, Estambul).

## En la cultura popular
- En la serie de televisión de ficción histórica turca de 2018 Kalbimin Sultanı, Aşubcan es interpretada por la actriz turca Açelya Devrim Yılhan.[11]